# Barnahátú klarinétmadár
A barnahátú klarinétmadár (Myadestes occidentalis) a madarak (Aves) osztályának verébalakúak (Passerifromes) rendjébe és a rigófélék (Turdidae) családjába tartozó faj.

## Rendszerezése
A fajt Leonhard Hess Stejneger amerikai ornitológus írta le 1882-ben, Myadestes obscurus var. occidentalis néven.

## Alfajai
- Myadestes occidentalis occidentalis (Stejneger, 1882) - Mexikó északnyugati része
- Myadestes occidentalis insularis (Stejneger, 1882) - Tres Marias-szigetek (Mexikó nyugati része mentén)
- Myadestes occidentalis oberholseri (Dickey & Van Rossem, 1925) - Mexikó középső és déli része, Guatemala, Belize, Salvador, Honduras és Nicaragua [2]

## Előfordulása
Mexikó, Belize, Guatemala, Honduras, Nicaragua és Salvador területén honos. Természetes élőhelyei a szubtrópusi és trópusi síkvidéki és hegyi esőerdők, valamint lombhullató erdők, folyók és patakok környékén. Állandó, nem vonuló faj.

## Megjelenése
Testhossza 22 centiméter, testtömege 38-44 gramm.
|  |

## Életmódja
Gyümölcsökkel táplálkozik.

## Természetvédelmi helyzete
Az elterjedési területe nagy, egyedszáma viszont csökken, de még nem éri el a kritikus szintet. A Természetvédelmi Világszövetség Vörös listáján nem fenyegetett fajként szerepel.